# ویلینستون (فلوریدا)
ویلینستون (به انگلیسی: Williston) شهری در شهرستان لوی ایالت فلوریدا است که در سال ۱۹۲۹ بنیان‌گذاری شده‌است. این شهر طبق سرشماری سال ۲۰۱۰ میلادی، ۲٬۷۶۸ نفر جمعیت داشته و مساحت آن نیز ۱۵٫۷ کیلومتر مربع است.